# María José Alvarado
María José Alvarado Muñoz (19 tháng 7 năm 1995 – 13 tháng 11 năm 2014) là một người mẫu Honduras, chủ nhà truyền hình và người giữ danh hiệu làm đẹp là Hoa hậu Thế giới Honduras.

## Tiểu sử
Cô sinh ngày 19 tháng 7 năm 1995 tại Santa Bárbara, Honduras với tên María José Alvarado Muñoz. Cô là một diễn viên, tham gia vào một chương trình truyền hình X-O da dinero (1959). Vào tháng 12 năm 2014, cô đã được lên kế hoạch tranh tài tại cuộc thi Hoa hậu Thế giới ở Luân Đôn, nhưng đã bị sát hại trước sự kiện.
Vào đêm ngày 13 tháng 11 năm 2014, María José (19 tuổi) và chị gái của cô, Sofía Trinidad Alvarado Muñoz (23 tuổi), biến mất sau khi rời một bữa tiệc ở Santa Barbara, Honduras. Theo các nhân chứng, cô bước vào một chiếc xe nhưng không có biển số xe.
Vào ngày 19 tháng 11, cùng ngày María José đã được dự kiến đi du lịch đến Luân đôn, các thi thể của các sư tỷ đã được tìm thấy. Cả hai đã bị bắn và bị chôn vùi trong một cánh đồng gần Cablotales. Plutarco Ruiz, bạn trai của Sofía Trinidad, cũng như một người đàn ông khác, Aris Maldonado, đã bị bắt vì nghi ngờ bắt cóc và sát hại hai chị em. Ruiz thú nhận với những vụ giết người, nói rằng anh đã bắn Sofía Trinidad sau một cuộc tranh cãi về đêm của nhóm, sau đó bắn María José hai lần ở phía sau khi cô cố chạy trốn.
Nó đã được công bố cùng ngày rằng Honduras sẽ không gửi một sự thay thế cho cuộc thi Hoa hậu Thế giới như một dấu hiệu tôn trọng Alvarado. Chủ tịch của tổ chức Hoa hậu Thế giới Julia Morley phát hành một tuyên bố "cho tất cả mọi người trên khắp thế giới đã bị xúc động bởi những tin tức khủng khiếp từ Honduras sáng nay... Chúng tôi bị tàn phá bởi sự mất mát khủng khiếp của hai người phụ nữ trẻ, những người đầy rẫy Suy nghĩ và lời cầu nguyện của chúng tôi là với gia đình và bạn bè của Maria Jose Alvarado và Sofía Trinidad vào thời điểm đau buồn này ". Morley cũng tuyên bố cuộc thi Hoa hậu Thế giới sẽ tổ chức một buổi lễ tưởng niệm đặc biệt cho María José và em gái của cô vào ngày 23 tháng 11.